# Station Lillers
Station Lillers is een spoorwegstation in de Franse gemeente Lillers.

## Treindienst
| Serie | Treinsoort | Route                                                                     | Bijzonderheden |
| ----- | ---------- | ------------------------------------------------------------------------- | -------------- |
| K 52  | TER (SNCF) | Arras – Lens – Béthune – Lillers – Hazebrouck – Dunkerque                 |                |
| P 52  | TER (SNCF) | Arras – Lens – Béthune – Lillers – Hazebrouck                             |                |
| P 54  | TER (SNCF) | Arras – Lens – Béthune – Lillers – Hazebrouck – Saint-Omer – Calais-Ville |                |